# Norma Tallinn
FC Norma Tallinn a fost un club de fotbal din Estonia, din orașul Tallinn, care a jucat în Meistriliiga. 